# Кирик (деревня)
 Кирик  — опустевшая деревня в Удорском районе Республики Коми в составе сельского поселения Большая Пучкома.

## География
Расположена на правобережье Вашки на расстоянии примерно в 117 км по прямой на северо-запад от районного центра села Кослан.

## История
Известна была с 1859 года. В 1918 году здесь было дворов 32 и жителей 162, в 1926 21 и 113 (Кирик большой) и 11 и 53 (Кирик малый). В 1970 году проживало 70 человек, в 1989 26, в 1995 4.

## Население
Постоянное население  составляло 4 человека (коми 100%) в 2002 году, 0 в 2010 .